# Muscicapa adusta
El papamoscas sombrío (Muscicapa adusta) es una especie de ave paseriforme de la familia Muscicapidae propia del África subsahariana.

## Descripción

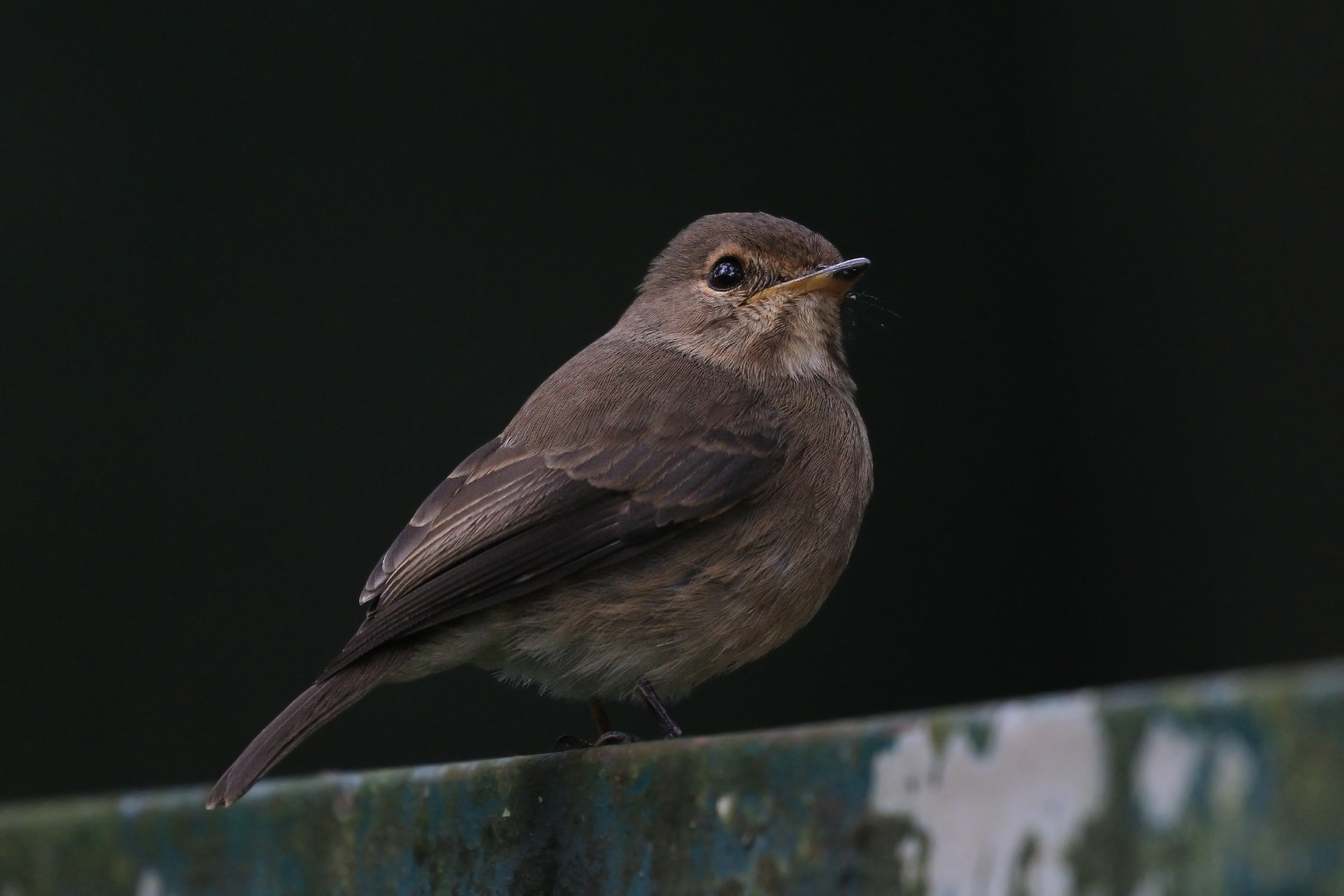
Ejemplar en el bosque impenetrable Bwindi, Uganda.

El papamoscas sombrío mide unos 13 cm de largo y pesa alrededor de 11 g. Sus partes superiores son de color pardo uniforme, con un anillo ocular claro difuso. Su barbilla es blanquecina o gris clara, y está enmarcada por listas malares más oscuras, y el resto de sus partes inferiores son de tono pardo grisáceo claro, con un estridado difuminado. Su pico negro es corto, recto y con los laterales aplanados. Sus patas son grises y sus ojos castaños. Ambos sexos son similares, pero los juveniles tiene moteado anteado en las parte superior y moteado blanquecino y pardo debajo.
Esta especie es parecido al migratorio papamoscas gris, pero el papamoscas oscuro es más pequeño y más oscuro, especialmente en las partes superiores. Además el papamoscas gris tiene estriado en la partes superior de a cabeza, una característica que no presenta el estriado sombrío.
El papamoscas sombrío emite llamadas agudas y suaves de tipo "tziiit" y tsirit.

## Distribución
Se encuentra principalmente por las zonas montañosas del África subsahariana, desde Nigeria, la República Centroafricana, Sudán del Sur y Etiopía, por el África oriental hasta Sudáfrica. Es muy común en hábitats arbolados, como los bosques de ribera, el límite de los bosques tropicalses y los claros de los bosques, especialmente cerca de los lagos, pantanos y otras masas de agua, además de los parques urbanos arbolados. Está ausente tando de las selvas densas como de las zonas áridas.

## Comportamiento
El papamoscas sombrío generalmente se encuentra en solitario o en parejas. Se alimenta de insectos desde un posadero despejado desde donde se lanza hacia sus presas en vuelos cortos.
Es una especie monógama, que se empareja de por vida. El papamoscas sombrío construye nidos en forma de cuenco dentro de los huecos de los árboles, a unos pocos metros del suelo, donde suele poner dos o tres huevos verdes. Normalmente desechan el hueco del árbol en el que criaron la temporada anterior. 